# Friedrich Korolanyi
Friedrich Korolanyi   (Viena, 27 de novembre de 1865 - 13 de gener de 1950) fou un compositor i director d'orquestra austrohongarès d'origen jueu.Era el germà bessó del també compositor Emil Korolanyi (1865-1949).
Es va mencionar a la llista negra nazi Lexikon der Juden in der Musik (Lèxic dels jueus en la música): l'inventari d'artistes jueus i les seves obres prohibides. Per a molts que no van poder fugir, aparèixer en aquesta llista equivalia a una sentència de mort. Les seves filles Eva i Irene eren dansaires de teatre de varietat molt talentuoses, i tot i que ser mig jueues, Joseph Goebbels els va atorgar una derogació i van poder apuntar-se a la Reichstheaterkammer, –condició sine qua non per poder exercir el seu ofici al Tercer Reich– per què «no exhibeixen cap característica jueua visible». No se sap on ni en quines circumstàncies Friedrich va morir. El seu germà Albert va ser assassinat el 1942 al camp de Teresienstadt, avui a Txèquia i el seu germà Leo al camp d'extermini de Maly Trostenets avui a Belarús.

## Obra
Es va fer molt popular arreu d'Alemanya i Àustria com a autor d'operetes. També fou un reputat director d'orquestra, entre d'altres, al teatre Karl Schulze d'Hamburg, el Neues Operettentheater (Nou Teatre d'Opereta) de Leipzig, l'Operettentheater de Mannheim, i des del 1907 al Residenztheater de Dresde. Les seves operetes més destacades són:
- Ein Abenteur (Bremen, 1899);
- Heinzelmännchen (Viena, 1901);
- Die Markedenterin (Hamburg, 1905):
- Die Liebeschule (Leipzig, 1909);
- Biribi (Mannheim, 1909), i diverses obres còmiques de menor importància.